# Zamek Bezděz
Zamek Bezděz – ruiny gotyckiego zamku położonego w północnej części Czech, w kraju libereckim, pomiędzy miejscowościami Czeska Lipa i Mladá Boleslav.

## Historia
Królewski zamek Bezděz jest jednym z najważniejszych czeskich zabytków gotyckich.
Budowla powstała dzięki królowi Przemysławowi Ottokarowi II. Prace rozpoczęto w 1264 roku a zakończono w 1278 roku, już po śmierci władcy. Brak zabudowań zewnętrznych wskazuje, iż miała to być przede wszystkim forteca oraz reprezentacyjna siedziba króla. Po bitwie na Moravskim polu w 1278 roku, Otton Brandenburski więził tu królową Kunhutę i jej syna, późniejszego króla Wacława II. W połowie XIV wieku posiadłość przeszła w ręce Karola IV, a zamek stracił na znaczeniu zajmując drugie miejsce w hierarchii czeskich zamków. Podczas wojen husyckich zamek był punktem oporu katolików. Dzięki nowym umocnieniom, skutecznie odstraszał oddziały wroga od prób zdobycia go. Za czasów Albrechta von Wallenstein planowano budowlę przeistoczyć w prawdziwą twierdzę, jednak z zakładanych planów nic nie wyszło. Od 1627 roku budynki służyły mnichom, początkowo augustianom, a od 1632 roku benedyktynom z Montserrat i zamek stał się miejscem pielgrzymek.
W 1662 roku zamek zamieniono na klasztor, w którym trzymano kopię posągu Czarnej Madonny Monastyrskiej i stał się celem wędrówek tysięcy pielgrzymów jako znaczące miejsce kultu maryjnego. W 1778 roku majątek przejęli Prusacy i klasztor dekretem cesarza Józefa II został zlikwidowany. Zamek powoli chylił się ku ruinie. W XX wieku był m.in. własnością prywatną, a w 1932 roku został odkupiony przez Klub Czechosłowackich Turystów za symboliczne 2000 czeskich koron. Budowlę planowano odrestaurować w stopniu umożliwiającym udostępnienie zwiedzającym. Prace jednak przerwała II wojna światowa. W 1978 roku zamek Bezdez został wpisany na czeską listę zabytków jako Narodowa Pamiątka Kultury. Od 1982 roku trwa remont zamku, który wspierany jest funduszami państwowymi.

## Architektura zamku
Wejście na zamkowy dziedziniec otwiera potężna brama. Po lewej stronie znajduje się jedno z najważniejszych pomieszczeń – wczesnogotycka kaplica wybudowana na wzór francuskich katedr. Pomieszczenie przyległe do kaplicy stanowiło pierwotnie część pałacu królewskiego. W czasach istnienia tutaj klasztoru mnisi postanowili je zamurować i stworzyli w tym miejscu kryptę, w której chowali swoich współbraci.
Kolejnymi pomieszczeniami są wnętrza pałacu królewskiego, składające się z kilkunastu komnat, z których jedynie pięć sal położonych na parterze budowli udostępnionych jest do zwiedzania. Obok królewskiego pałacu wznosił się pałac burgrabiego, czyli pełnomocnika władcy, który w królewskim imieniu zarządzał pałacem sprawując zarazem obowiązki sędziego. Na pałacowym dziedzińcu zwraca uwagę wielka cysterna wodna głęboka na prawie siedem metrów.
Drugi zamkowy dziedziniec otaczają pozostałości tzw. Manskich pałaców, w których mieszkała szlachta, stanowiąca zamkową drużynę króla. Wielka wieża wznosząca się na wysokość 634 metry nad poziomem morza, a 34 metry nad zamkowym dziedzińcem stanowi najwyższy punkt zamku Bezděz. Mury tej budowli w jej dolnych partiach mają ponad 3 i pół metra grubości. Z wieży roztacza się rozległy widok na cały Czeski Raj i zamykające horyzont Karkonosze.